# Federació Internacional de Patinatge
La Federació Internacional de Patinatge (en francès: Fédération Internationale de Roller Sports, FIRS) era l'organisme esportiu que governava les diverses disciplines del patinatge: hoquei sobre patins, patinatge artístic sobre rodes, patinatge de velocitat sobre patins en línia i hoquei línia. El 2017 es fusionà amb la Federació Internacional de Skateboarding per formar la World Skate.
La FIRS promou els esports del patinatge a escala internacional, i treballa perquè el Comitè Olímpic Internacional (COI) inclogui alguna de les disciplines al programa dels Jocs Olímpics d'estiu. Actualment en formen part més d'un centenar de federacions nacionals.
L'autoritat de la FIRS és reconeguda pels següents organismes:
- Comitè Olímpic Internacional (COI)
- Associació General de Federacions Esportives Internacionals (GAISF)
- Associació Internacional dels Jocs Mundials (IWGA)
- Associació Esportiva Panamericana (PASO)

La FIRS reconeix les següents confederacions continentals:
- Àfrica - Fédération Africaine de Roller Sports (FARS)
- Amèrica - Confederación Panamericana de Roller Skating (CPRS)
- Àsia - Confederation of Asia Roller Sports (CARS)
- Europa - Confédération Européenne de Roller Skating (CERS)
- Oceania - Oceania Confederation of Roller Sports (OCRS)

Les 4 disciplines esportives tenen el seu propi comitè que les gestiona:
- Hoquei sobre patins - Comité International de Rink Hockey (CIRH)
- Patinatge artístic - Comité International de Patinage Artistique (CIPA)
- Patinatge de velocitat - Comité International de Course (CIC)
- Hoquei sobre patins en línia - Comité International de Roller Inline Hockey (CIRILH)

## Història
Creada originàriament l'any 1924 com a Fédération Internationale de Patinage a Roulettes (FIPR) va canviar a l'actual denominació de FIRS sota la presidència de Victoriano Oliveras de la Riva (president del 1964 fins al 1973). A mitjans dels anys 1960 va obtenir el reconeixement del Comitè Olímpic Internacional i a mitjans dels anys 1970 va obtenir el de l'Associació General de Federacions Esportives Internacionals. El primer Campionat del Món es va organitzar l'any 1936 per a l'hoquei sobre patins.

## Federacions de la FIRS

### CERS (Europa)
- Alemanya
- Andorra
- Anglaterra
- Àustria
- Espanya
- França
- Israel
- Itàlia
- Països Baixos
- Portugal
- Suïssa

### CPRS (Amèrica)
- Argentina
- Brasil
- Catalunya (La CPRS la va acceptar a petició de la FECAPA, ja que la CERH la va rebutjar)
- Colòmbia
- Costa Rica
- Equador
- EUA
- Mèxic
- Uruguai
- Xile

### CARS (Àsia)
- Bangladesh
- Corea del Nord
- Índia
- Japó
- Macau
- Pakistan
- Taipei
- Xina

### FARS (Àfrica)
- Angola
- Egipte
- Moçambique
- Sud-àfrica

### OCRS (Oceania)
- Austràlia
- Nova Zelanda

## El cas Fresno
L'any 2004 es va produir l'anomenat Cas Fresno que va sacsejar fortament la FIRS, quan l'oposició de la de la federació espanyola de patinatge a l'acceptació com a membre provisional de la Federació Catalana de Patinatge i les pressions diplomàtiques que va exercir l'estat espanyol van aconseguir forçar la dimissió del fins aleshores president de la FIRS durant molts anys, el català Isidre Oliveras de la Riva, i en una assemblea on es van produir tot tipus d'irregularitats es va suspendre aquesta admissió. Una de les principals conseqüències de tot aquest afer va ser que un dels principals implicats, l'italià Sabatino Aracu, va esdevenir el nou president de la FIRS, càrrec que continua ocupant actualment.